# Eugène Godecharle
Eugène-Charles-Jean Godecharle, né le 15 janvier 1742 à Bruxelles et mort dans la même ville le 26 juin 1798, est un violoniste et compositeur belge.

## Biographie
Eugène Godecharle issu d'une famille de musiciens, a reçu sa formation musicale à la chapelle royale de Bruxelles, ou son père était chanteur. Il perfectionne son jeu de violon à Paris, de retour à Bruxelles il est instrumentiste et maitre de musique à l'église Saint-Géry, poste qu'il occupe jusqu'à sa mort. En 1770 il devient violoniste à la chapelle royale et en 1787, à la mort de Henri-Jacques de Croes il essaye d'obtenir le poste de maitre de chapelle, mais Ignaz Vitzthumb lui est préféré. Seulement en 1794 il devient premier violon de la chapelle royale. Charles Burney, de passage à Bruxelles en 1772 l'entend accompagner une élève qui joue la harpe à pédales. Burney le qualifie d'Allemand, origines familiales possibles, car Ernst Ludwig Gerber le mentionne dans son « Neues historisch-biographisches Lexikon der Tonkünstler » de 1812, sous le nom Eugen Godschalck. Parmi ses élèves on trouve aussi le violoniste Corneille Vander Plancken (1772-1849), premier violon à l'opéra ,
Son frère cadet Lambert-François Godecharle (1753-1819) était membre de la chapelle royale et compositeur d'œuvres religieuses.

## Œuvres
Godecharle nous a laissé plusieurs compositions, dont :
- 3 sonates pour violon et basse continue op.1
- Sei sinfonie a 4 o 8 partite op.2 (Paris, 1765)
- 6 Trios pour 2 violons et basse op .3
- Sei quartetti op.4 pour harpe (ou clavecin), violon, alto et basse continue
- 3 Sonates pour harpe et violon
- 3 Sonates pour piano avec accompagnement de violon op.5
- Six quatuors à cordes op.6
- Symphonie nocturne
- Libera me, Domine en mi majeur pour tenor et orchestre.

## Document sonore Youtube
- Quatuor VI op. 6 - Allegro non troppo

## Sources
1. ↑  Ernst Ludwig Gerber, « Neues historisch-biographisches Lexikon der Tonkünstler » de 1812
2. ↑  François-Joseph Fétis, Biographie universelle des musiciens et bibliographie générale de la musique (1866)
3. ↑  Thierry Levaux, Dictionnaire des compositeurs de Belgique du Moyen Âge à nos jours. Art in Belgium, Brüssel 2006,  (ISBN 2-930338-37-7), p. 280